# Shenzhousaurus
A Shenzhousaurus a bazális ornithomimosaurusok egyik neme, amely a kora kréta korban élt, Kínában. A holotípus (a Kínai Nemzeti Geológiai Múzeum NGMC 97-4-002 katalógusszámú lelete) a Yixian-formáció (Jihszien-formáció) alsó (apti korszakbeli) részének közeléből (egy folyóvízi padból), a Sihetun (Szehotun) fosszilis lelőhelyről, a nyugat-liaoningi Beipiaóból került elő. A példány egy homokkő lemezben, a törzse felett tartott fejjel, „hullapózban” megőrződött részleges csontváz. A hátsó láb disztális részei, a farok disztális része és a mellső lábak (a jobb kezet leszámítva), valamint a vállöv elveszett. A koponya összetört, ferdén felfedve a bal oldalt. A nem jelenleg monotipikus (típusfaja a S. orientalis), és míg a Pelecanimimus polyodonnál sokkal fejlettebbnek tűnik, a Harpymimus oklandikovinál jóval kezdetlegesebb. Az utóbbitól megkülönböztethető az „egyenes ülőcsonti perem és a medencecsont kihegyesedő vége” alapján, emellett pedig a Harpymimust leszámítva eltér az egyéb ornithomimosaurusoktól is az első (a második felét elérő) lábközépcsont hosszának aránya, valamint a fogcsont symphsyshez tartozó részére korlátozódott fogazat révén. A holotípus koponya 185 milliméter hosszú. A fosszília gyomorüregében számos kisebb követ fedeztek fel, melyeket gasztrolitokként értelmeztek.

## Fordítás
- Ez a szócikk részben vagy egészben a Shenzhousaurus című angol Wikipédia-szócikk ezen változatának fordításán alapul.  Az eredeti cikk szerkesztőit annak laptörténete sorolja fel. Ez a jelzés csupán a megfogalmazás eredetét és a szerzői jogokat jelzi, nem szolgál a cikkben szereplő információk forrásmegjelöléseként.